# Mistrzostwa Świata w Lekkoatletyce 1995 – skok wzwyż mężczyzn
Skok wzwyż mężczyzn – jedna z konkurencji rozgrywanych podczas mistrzostw świata w lekkoatletyce w 1995. Kwalifikacje odbyły się 6 sierpnia, a finał został rozegrany 8 sierpnia.
Do kwalifikacji zgłoszonych zostało 35 zawodników z 24 państw.
Zawody w tej konkurencji wygrał reprezentant Bahamów Troy Kemp. Drugą pozycję zajął zawodnik z Kuby Javier Sotomayor, trzecią zaś reprezentujący Polskę Artur Partyka.

## Wyniki

### Kwalifikacje
Grupa A
| Miejsce | Zawodnik           | Państwo           | Wynik | Uwagi |
| ------- | ------------------ | ----------------- | ----- | ----- |
| 1.      | Steve Smith        | Wielka Brytania   | 2,29  |       |
| 2.      | Tony Barton        | Stany Zjednoczone | 2,29  |       |
| 2.      | Dragutin Topić     | Jugosławia        | 2,29  |       |
| 4.      | Steinar Hoen       | Norwegia          | 2,27  |       |
| 4.      | Troy Kemp          | Bahamy            | 2,27  |       |
| 6.      | Jarosław Kotewicz  | Polska            | 2,27  |       |
| 7.      | Bi Hongyong        | Chiny             | 2,27  |       |
| 8.      | Sorin Matei        | Rumunia           | 2,27  |       |
| 9.      | Dimitrios Kokotis  | Grecja            | 2,24  |       |
| 9.      | Gilmar Mayo        | Kolumbia          | 2,24  |       |
| 9.      | Wolfgang Kreißig   | Niemcy            | 2,24  |       |
| 12.     | Lee Jin-taek       | Korea Południowa  | 2,24  |       |
| 12.     | Arturo Ortiz       | Hiszpania         | 2,24  |       |
| 14.     | Chris Anderson     | Australia         | 2,24  |       |
| 15.     | Charles Lefrançois | Kanada            | 2,15  |       |
| 16.     | Mark Mandy         | Irlandia          | 2,15  |       |
| 17.     | Róbert Ruffíni     | Słowacja          | 2,10  |       |
| 18.     | Antonio Pazzaglia  | San Marino        | 2,00  |       |

Grupa B
| Miejsce | Zawodnik              | Państwo           | Wynik | Uwagi |
| ------- | --------------------- | ----------------- | ----- | ----- |
| 1.      | Tim Forsyth           | Australia         | 2,29  |       |
| 2.      | Artur Partyka         | Polska            | 2,27  |       |
| 2.      | Ian Thompson          | Bahamy            | 2,27  |       |
| 2.      | Javier Sotomayor      | Kuba              | 2,27  |       |
| 2.      | Patrik Sjöberg        | Szwecja           | 2,27  |       |
| 6.      | Charles Austin        | Stany Zjednoczone | 2,27  |       |
| 7.      | Dalton Grant          | Wielka Brytania   | 2,27  |       |
| 8.      | Lambros Papakostas    | Grecja            | 2,27  |       |
| 9.      | Brendan Reilly        | Wielka Brytania   | 2,24  |       |
| 9.      | Wolf-Hendrik Beyer    | Niemcy            | 2,24  |       |
| 9.      | Håkon Särnblom        | Norwegia          | 2,24  |       |
| 12.     | Konstantyn Matusewycz | Izrael            | 2,24  |       |
| 13.     | Khemraj Naiko         | Mauritius         | 2,20  |       |
| 14.     | Rick Noji             | Stany Zjednoczone | 2,20  |       |
| 14.     | Aleh Żukouski         | Białoruś          | 2,20  |       |
| 16.     | Ralf Sonn             | Niemcy            | 2,20  |       |
| –       | Juha Isolehto         | Finlandia         | NM    |       |

### Finał
| Miejsce | Zawodnik          | Państwo           | Wysokość (m) | Wysokość (m) | Wysokość (m) | Wysokość (m) | Wysokość (m) | Wysokość (m) | Wysokość (m) | Wysokość (m) | Wynik | Uwagi |
| Miejsce | Zawodnik          | Państwo           | 2,15         | 2,20         | 2,25         | 2,29         | 2,32         | 2,35         | 2,37         | 2,39         | Wynik | Uwagi |
| ------- | ----------------- | ----------------- | ------------ | ------------ | ------------ | ------------ | ------------ | ------------ | ------------ | ------------ | ----- | ----- |
| 01 !    | Troy Kemp         | Bahamy            | –            | –            | O            | O            | –            | XO           | XO           | XXX          | 2,37  |       |
| 02 !    | Javier Sotomayor  | Kuba              | –            | –            | XXO          | –            | O            | O            | XXO          | XXX          | 2,37  |       |
| 03 !    | Artur Partyka     | Polska            | O            | –            | O            | –            | X-           | O            | XXX          | –            | 2,35  |       |
| 4.      | Steve Smith       | Wielka Brytania   | –            | –            | –            | O            | –            | XXO          | XX-          | X            | 2,35  |       |
| 4.      | Steinar Hoen      | Norwegia          | –            | O            | O            | O            | O            | XXO          | XXX          | –            | 2,35  |       |
| 6.      | Patrik Sjöberg    | Szwecja           | –            | –            | O            | –            | O            | XXX          | –            | –            | 2,32  |       |
| 7.      | Tony Barton       | Stany Zjednoczone | –            | O            | O            | O            | XX-          | –            | X            | –            | 2,29  |       |
| 8.      | Tim Forsyth       | Australia         | –            | O            | O            | XXX          | –            | –            | –            | –            | 2,25  |       |
| 8.      | Jarosław Kotewicz | Polska            | O            | –            | O            | XXX          | –            | –            | –            | –            | 2,25  |       |
| 8.      | Dragutin Topić    | Jugosławia        | O            | –            | O            | XXX          | –            | –            | –            | –            | 2,25  |       |
| 11.     | Ian Thompson      | Bahamy            | b.d.         | b.d.         | b.d.         | b.d.         | b.d.         | b.d.         | b.d.         | b.d.         | 2,25  |       |
| 12.     | Bi Hongyong       | Chiny             | b.d.         | b.d.         | b.d.         | b.d.         | b.d.         | b.d.         | b.d.         | b.d.         | 2,15  |       |